# Ivo Babić (umetnostni zgodovinar)
Ivo Babić, hrvaški umetnostni zgodovinar in arheolog.
Babić je bil med letoma 1998 in 2002 rektor Univerze v Splitu.